# Rhynchospora joveroensis
Rhynchospora joveroensis är en halvgräsart som beskrevs av Nathaniel Lord Britton. Rhynchospora joveroensis ingår i släktet småag, och familjen halvgräs. Inga underarter finns listade i Catalogue of Life.